# Hagar

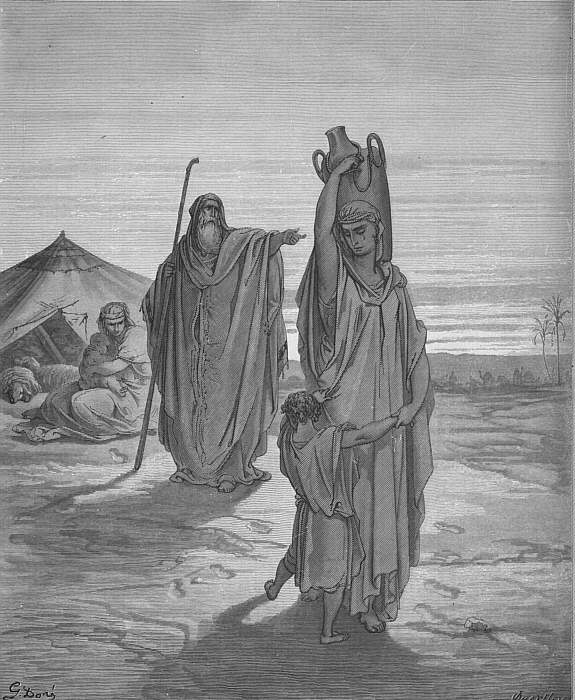
Alungarea lui Hagar şi a fiului ei, Ismael, de către Avraam (detaliu dintr-o gravură de Gustave Doré)

Hagar (sau Agar, în limba ebraică הגר) este un personaj biblic din Vechiul Testament, roaba lui Avraam și a soției sale Sara și mama lui Ismael.

## Legenda
Conform tradiției biblice, neavând copii, deși trecuseră zece ani de căsnicie, Avraam are o relație cu Hagar, care îl naște pe Ismael.
Cuprinsă de gelozie, Sara se comportă tot mai aspru cu slujitoarea și în final o alungă, atât pe ea cât și pe fiul ei, lucru cu care este de acord și Avraam, care susține că acesta a fost ordinul din partea divinității. Scena a fost descrisă în 1.Moise (21:8-21).

## Galerie de imagini

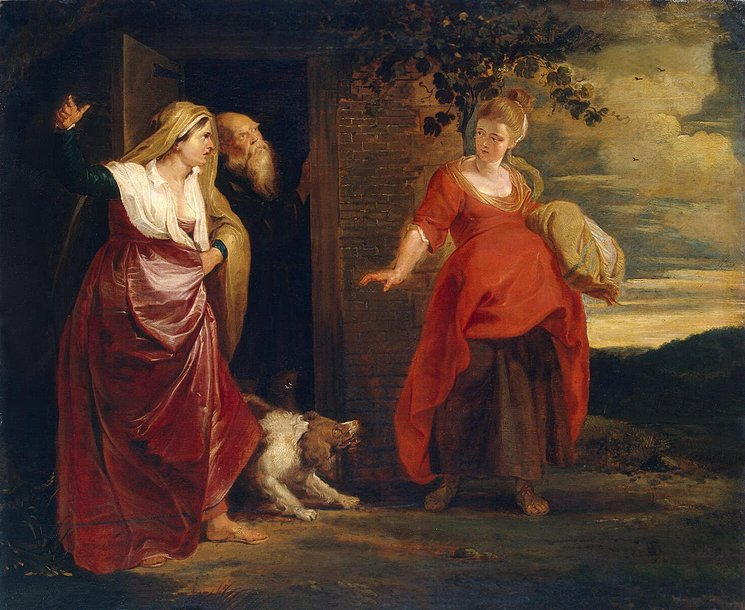
Peter Paul Rubens - “Repudierea lui Hagar şi Ismael” (1615-17)
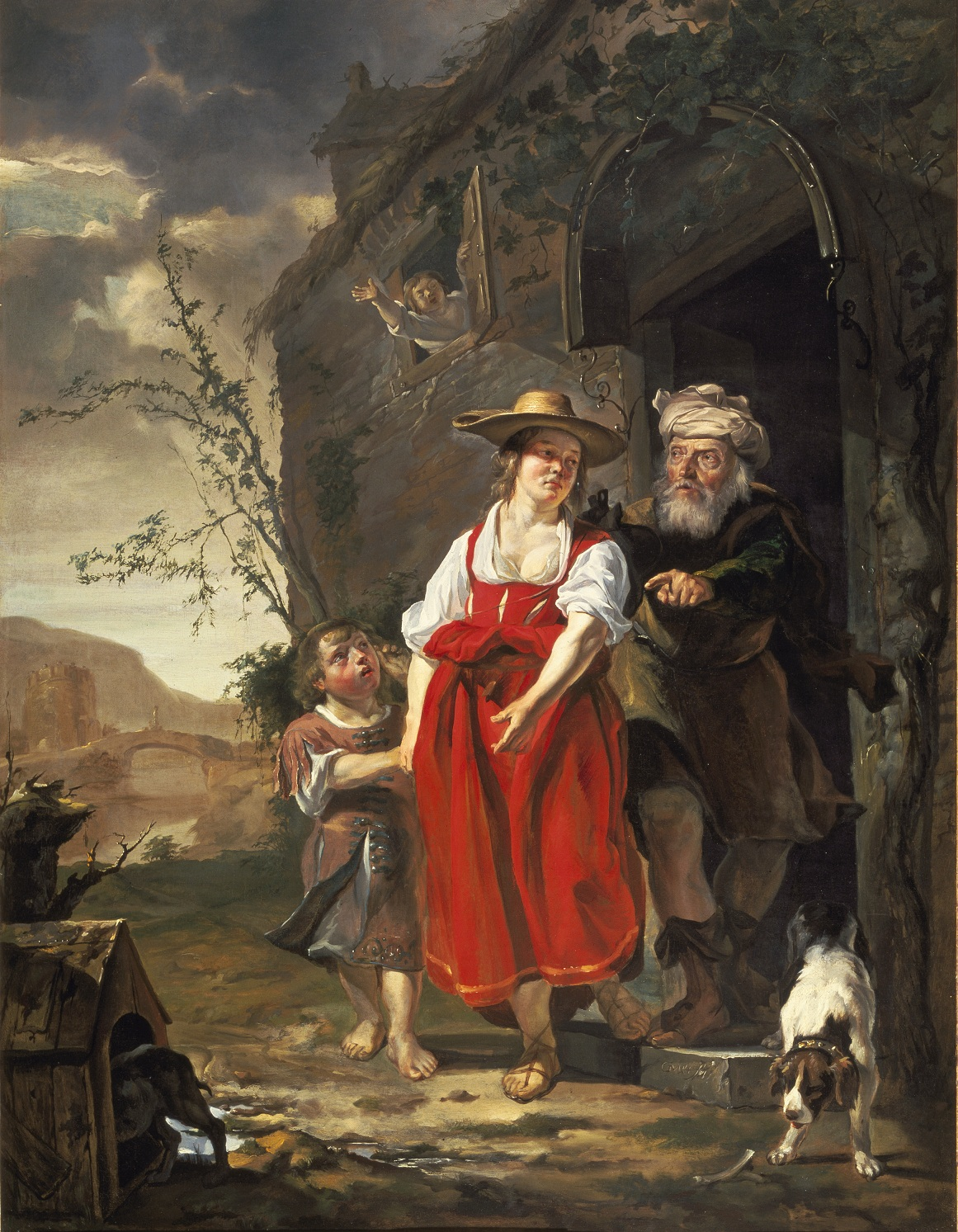
Gabriel Metsu - “Repudierea lui Hagar şi Ismael” (1653-54)
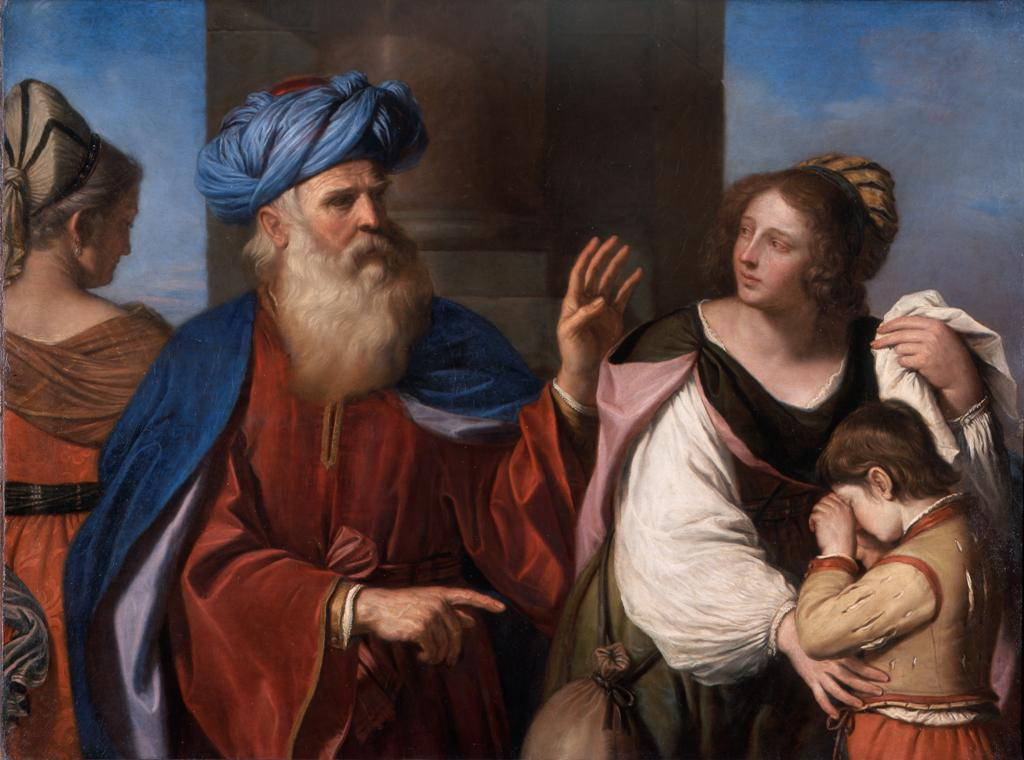
Guercino - “Repudierea lui Hagar şi Ismael” (1657)